# لوحات تسجيل المركبات في إسرائيل

الرمز الموجود على لوحات تسجيل المركبات في إسرائيل.

لوحة تسجيل مركبة إسرائيلية أو لوحة ترخيص إسرائيلية هي لوحة تسجيل مركبات معدنية أو بلاستيكية تُعلق على مركبة ذات محرك أو عربة مُستخدمة في إسرائيل لغرض تحديد الهوية الرسمية. تُصدر لوحات التسجيل الإسرائيلية من مختلف شركات الترخيص المعتمدة وفقًا لمعيار رقم 327 من معهد المعايير الإسرائيلي. مُعظم البنود المُتعلقة بلوحات تسجيل المركبات الإسرائيلية مُدرجة ضمن بنود النقل الصادرة عن وزارة المواصلات والأمان على الطريق. هذه البنود تُحدد الموضع المُناسب للوحات، فضلًا عن مسائل أُخرى مُتعلقة باستخدام اللوحات.

## أنواع لوحات التسجيل

### لوحات تسجيل مدنية
لوحات التسجيل المدنية الإسرائيلية تكون مستطيلة الشكل ذات خلفية صفراء عاكسة، ومطبوع عليها رقم تسجيل أسود. تحت أول شَرطة من رقم التسجيل هُناك ختم موافقة من معهد المعايير الإسرائيلي. على الجانب الأيسر من اللوحة طُبع العلم الإسرائيلي ()، وتحته الحرفين IL، وتحتهما كلمة إسرائيل بالعبرية ישראל، وتحتها كلمة إسرائيل بالعربية إسرائيل. على خلاف اللوحات القديمة التي كانت تحمل فقط أرقام التسجيل.
تتكون أرقام التسجيل المدنية الحالية من سبعة أو ثمانية أرقام بينها شَرطات على النحو التالي: شَرطة بين الرقمين الثاني والثالث وأُخرى بين الرقمين الخامس والسادس أو شَرطة بين الرقمين الثالث والرابع وأُخرى بين الرقمين الخامس والسادس. أرقام التسجيل القديمة التي مازالت تُرى في إسرائيل تتكون من خمسة أو ستة أرقام مع شَرطة واحدة وُضعت قبل آخر ثلاثة أرقام. عادةً المركبات التي تكون من نفس المستورد أو التي تحمل نفس العلامة التجارية تشترك فيما بينها في آخر رقمين. الأرقام الخاصة التي تتكون من أرقام متطابقة أو أنماط أخرى، قد تمنح كعلاوة من قبل الوكالة.
في حين أن أرقام تسجيل المركبات لسيارات الأجرة في إسرائيل تنتهي دائمًا بـ 25 أو 26، يختلف آخر رقمين من الحافلات، على الرغم من أن العديد منها ينتهي بـ 01. العديد من السيارات المستوردة ذاتيًا تنتهي بـ 00، وكذلك العديد من الشاحنات. أرقام اللوحات التي تنتهي بـ 4x و9x ليست قيد الاستخدام حاليًا.
المركبات العتيقة التي في إسرائيل هي المركبات التي يزيد عمرها عن 30 عامًا، قد تكون مسجلة على وجه التحديد وتحمل لوحات تسجيل خاصة، بالإضافة إلى رقم التسجيل تحتوي على عبارة רכב אספנות «ريخيف أسفنوت». هذه المركبات معفاة من تكاليف التسجيل السنوية. قد يُمنع قيادتها قبل الساعة التاسعة صباحًا. منذ فبراير 2011 يتم تخصيص المركبات العتيقة المستوردة ذاتيًا بلوحات أرقام مع اللاحقة 55.

لوحة ترخيص المركبات المدنية الإسرائيلية (المعيار الأوروبي، 7 أرقام).
لوحة ترخيص المركبات المدنية الإسرائيلية (المعيار الأمريكي، 7 أرقام).
لوحة ترخيص المركبات المدنية الإسرائيلية (المعيار الأوروبي، 8 أرقام).
لوحة ترخيص المركبات المدنية الإسرائيلية (المعيار الأمريكي، 8 أرقام).
لوحة ترخيص للدراجات النارية والدراجات البخارية والدراجات البخارية الصغيرة في إسرائيل.
لوحة تسجيل المركبات العتيقة الإسرائيلية.

### لوحات تسجيل شرطة
لوحات تسجيل الشُرطة تكون مستطيلة الشكل، ذات خلفية حمراء، ومطبوع عليها رقم تسجيل أبيض. تبدأ أرقام تسجيل الشُرطة بالحرف العبري «ميم» מ الحرف الأول من كلمة شُرطة بالعبرية «משטרה ميشتراه». والرقم المسجل على اللوحة يكون حسب أقدمية صاحب السيارة. رقم السيارة الرئيسية للمفوض العام للشُرطة الإسرائيلية هو 1.

### لوحات تسجيل عسكرية
لوحات تسجيل مركبات الخدمة العسكرية (الجيش) تكون مستطيلة الشكل، ذات خلفية سوداء، ومطبوع عليها رقم تسجيل أبيض. تبدأ أرقام تسجيل الجيش بالحرف العبري «تسادي» צ الحرف الأول من كلمة جيش بالعبرية «צבא تسافا». أحيانًا بدلاً من وجود لوحة التسجيل، قد يتم طلاء أرقام التسجيل على المركبة نفسها.

### لوحات تسجيل شرطة عسكرية
لوحات تسجيل الشرطة العسكرية تكون مستطيلة الشكل، ذات خلفية زرقاء، ومطبوع عليها رقم تسجيل أبيض. تبدأ أرقام تسجيل الشرطة العسكرية بالحرفين العبريين
«ميم» و«تسادي» מצ الحرفين الأولين من عبارة شرطة عسكرية بالعبرية «משטרה צבאית ميشتراه تسافائيت».

### لوحات تسجيل دبلوماسية
لوحات تسجيل السلك الدبلوماسي أو القنصلي تكون مستطيلة الشكل، ذات خلفية بيضاء، ومطبوع عليها رقم تسجيل أسود. تبدأ أرقام تسجيل السلك الدبلوماسي أو القنصلي بالحرفين CD أو CC، مع سبعة أرقام آخرها 21 أو 22. المركبات الخاصة المملوكة لعضو في بعثة دبلوماسية أو قنصلية وتم إحضارها في الأصل من بلد العضو لا تحتوي على الحرفين CD أو CC، ولكن يبقى الرقمين الأخيرين 21 أو 22. مركبات القناصل الفخرية تحمل لوحات تتكون من الحرفين CC دون الأرقام النهائية 21 أو 22. بالرغم من ذلك تكون المركبة مسجلة في السجل المدني.

## لاحقات لوحات التسجيل
بدأ استخدام لوحة التسجيل المكونة من 7 أرقام في إسرائيل في عام 1980. الرقمان الأخيران من رقم التسجيل يُطلق عليهما «اللاحقة». في ثمانينيات القرن الماضي كانت اللاحقة تُشير إلى سنة تصنيع السيارة (80-89). في عام 1990 تم تغيير هذه القاعدة، وتم تحديد اللاحقة وفقًا للتاجر أو ماركة السيارة. في بعض الأحيان تشاركت نفس اللاحقة مع التجار والعلامات التجارية الأخرى. تم تغيير هذه القاعدة تدريجيًا ابتداءً من عام 2000، وبدأت اللاحقة تُشير إلى سنة تصنيع السيارة مرةً أُخرى (لكن بدرجةٍ أقل ليس كقاعدةٍ عامة مثل الثمانينيات). يوضح الجدول التالي تفاصيل لوحات التسجيل في إسرائيل مقارنةً بسنة تصنيع السيارة أو تاجر السيارة أو علامتها التجارية.
| اللاحقة | سنة الصنع                                                                           | العلامة التجارية / التاجر |
| ------- | ----------------------------------------------------------------------------------- | --- |
| 00      |                                                                                     | المركبات المستوردة ذاتيًا، جميع العلامات التجارية، منذ عام 1990. مرسيدس                                                                             |
| 01      | 2005                                                                                | Colmobil (تاجر)، Lubinsky (تاجر)، حافلات، مركبات ذات عجلتين                                                                                        |
| 02      | 1990-1994                                                                           | ميتسوبيشي |
| 03      | 1990-1995                                                                           | Japanauto (تاجر) |
| 04      | 1990-1997                                                                           | Lubinsky (تاجر)، هونداي، دايهاتسو |
| 05      | 1990-1995                                                                           | Samlat (تاجر)، Automotive Equipment Group (تاجر)، جاغوار، فورد                                                                                     |
| 06      | 1990-1995                                                                           | UMI (تاجر)، Meir (تاجر)، Carasso (تاجر)، Kamor (تاجر)                                                                                              |
| 07      | 1990-1995                                                                           | Champion (تاجر)، دايهاتسو، دايو |
| 08      | 1990-1997                                                                           | UMI (تاجر)، Meir (تاجر)، Kamor (تاجر)، روفر |
| 08      | 1995-1996                                                                           | Japanauto (تاجر) |
| 08      | 2016                                                                                | Meir (تاجر) |
| 09      | 1990-1996                                                                           | ألفا روميو، لانشيا، سكودا، مازدا، تويوتا، لادا |
| 10      | 2000-2001                                                                           | جميع الشركات المصنعة |
| 10      | 2001-2004                                                                           | سكودا |
| 11      | 2013-2014                                                                           | جميع الشركات المصنعة |
| 12      | 2012-2013                                                                           | جميع الشركات المصنعة |
| 13      | 2006                                                                                | جميع الشركات المصنعة |
| 13      | 2007                                                                                | دايهاتسو |
| 13      | 2012-2013                                                                           | جميع الشركات المصنعة |
| 14      | 2006                                                                                | جميع الشركات المصنعة. إعادة التسجيل في حال كان الرقم الأول (أقصى اليسار) هو 9. (9X-XXX-14)                                                         |
| 15      |                                                                                     | المركبات المستوردة ذاتيًا، إعادة التسجيل (حتى 2005)، المركبات الثقيلة، سيارات الشرطة السابقة                                                        |
| 16      | 1997-2011                                                                           | Kamor (تاجر) |
| 16      | 1995-1999                                                                           | Lubinsky (تاجر)، Carasso (تاجر)، دايو |
| 16      | 2005                                                                                | Champion (تاجر)، Delek Motors (تاجر) |
| 17      | 1995-1999                                                                           | UMI (تاجر)، Meir (تاجر)، ميتسوبيشي، هيونداي |
| 17      | 1999-2004                                                                           | جاغوار، روفر، لاند روفر |
| 18      | 1996-2000                                                                           | UMI (تاجر)، Champion (تاجر) |
| 19      | 1995-1999                                                                           | UMI (تاجر)، Delek Motors (تاجر)، Automotive Equipment Group (تاجر)، دايو، دايهاتسو، تويوتا                                                         |
| 20      | 1995-1999                                                                           | Colmobil (تاجر) |
| 21      | منذ 1980                                                                            | مركبة دبلوماسية (مع "CD" على اليسار) أو مركبة قنصلية (مع CC على اليسار) أو مركبة صليب أحمر (مع ICRC على اليسار)، خلفية بيضاء، جميع الشركات المصنعة |
| 22      | منذ 1980                                                                            | مركبة دبلوماسية (مع "CD" على اليسار) أو مركبة قنصلية (مع CC على اليسار) أو مركبة صليب أحمر (مع ICRC على اليسار)، خلفية بيضاء، جميع الشركات المصنعة |
| 23      | 1996-2004                                                                           | سوبارو |
| 23      | 2000                                                                                | معظم الشركات المصنعة |
| 24      | 2000-2001                                                                           | معظم الشركات المصنعة |
| 25      | منذ 1986                                                                            | أجرة، جميع الشركات المصنعة |
| 26      | منذ 2013                                                                            | أجرة، جميع الشركات المصنعة |
| 27      | 1996-2000                                                                           | فيات، كيا، سوزوكي، مازدا |
| 28      | 1996-2002                                                                           | Automotive Equipment Group (تاجر) |
| 28      | 1995-1998                                                                           | Delek Motors (تاجر)، مرسيدس |
| 28      | 2016                                                                                | Automotive Equipment Group (تاجر) |
| 29      | 1996-1998                                                                           | Carasso (تاجر) |
| 29      | 1997                                                                                | مازدا |
| 29      | 2000-2001                                                                           | Delek Motors (تاجر)، Carasso (تاجر) |
| 30      | 1997                                                                                | دايو، دايهاتسو |
| 30      | 2014                                                                                | جميع الشركات المصنعة |
| 31      | 2014                                                                                | جميع الشركات المصنعة |
| 32      | 2014-2015                                                                           | جميع الشركات المصنعة |
| 33      | 2015                                                                                | جميع الشركات المصنعة |
| 34      | 2015-2016                                                                           | جميع الشركات المصنعة |
| 35      | 2001-2002                                                                           | جميع الشركات المصنعة |
| 36      | 2002-2003                                                                           | جميع الشركات المصنعة |
| 37      | 2015-2016                                                                           | جميع الشركات المصنعة |
| 38      | 2015-2016                                                                           | جميع الشركات المصنعة |
| 39      | 2016                                                                                | جميع الشركات المصنعة |
| 40      |                                                                                     | غير مُستخدم |
| 41      |                                                                                     | إعادة تسجيل السيارات العتيقة في حال كان الرقم الأول (أقصى اليسار) هو 9. (9X-XXX-41)                                                                |
| 42-49   |                                                                                     | غير مُستخدم |
| 50      | 2002-2003                                                                           | هوندا |
| 50      | 2003                                                                                | جميع الشركات المصنعة |
| 50      | 2006-2005                                                                           | دايهاتسو |
| 51      | 2003-2004                                                                           | جميع الشركات المصنعة |
| 52      | 1982                                                                                | جميع الشركات المصنعة |
| 52      | 2013-2014                                                                           | جميع الشركات المصنعة |
| 53      | 1983                                                                                | جميع الشركات المصنعة |
| 53      | 2013-2014                                                                           | جميع الشركات المصنعة |
| 53      | 2015                                                                                | Champion Motors (تاجر) |
| 54      | 1984                                                                                | جميع الشركات المصنعة |
| 54      | 2013-2014                                                                           | جميع الشركات المصنعة |
| 54      | 2015                                                                                | Delek Motors (تاجر)، Champion Motors (تاجر)، Carasso (تاجر)                                                                                        |
| 55      | 1985                                                                                | جميع الشركات المصنعة، معظمها المركبات التجارية |
| 55      | إعادة تسجيل السيارات العتيقة في حال كان الرقم الأول (أقصى اليسار) هو 9. (9X-XXX-55) | |
| 55      | 2015                                                                                | Colmobil (تاجر) |
| 56      | 1986                                                                                | جميع الشركات المصنعة، معظمها المركبات التجارية |
| 56      | 2004                                                                                | جميع الشركات المصنعة |
| 56      | 2005                                                                                | Champion (تاجر) |
| 57      | 1987                                                                                | جميع الشركات المصنعة، معظمها المركبات التجارية |
| 57      | 2004-2005                                                                           | جميع الشركات المصنعة |
| 57      | 2005                                                                                | إعادة التسجيل في حال كان الرقم الأول (أقصى اليسار) هو 9. (9X-XXX-57)                                                                               |
| 57      | 2015                                                                                | Delek Motors (تاجر) |
| 58      | 1988                                                                                | جميع الشركات المصنعة، معظمها المركبات التجارية |
| 58      | 2005                                                                                | جميع الشركات المصنعة |
| 58      | 2006                                                                                | Japanauto (تاجر) |
| 58      | 2014                                                                                | Automotive Equipment Group (تاجر)، سوبارو |
| 59      | 1989                                                                                | جميع الشركات المصنعة، معظمها المركبات التجارية |
| 59      | 2005-2006                                                                           | جميع الشركات المصنعة |
| 59      | منذ 2007                                                                            | Hamizrach (تاجر) |
| 59      | 2015-2016                                                                           | Japanauto (تاجر) |
| 60      | 2006-2007                                                                           | جميع الشركات المصنعة |
| 60      | 2006                                                                                | إعادة التسجيل في حال كان الرقم الأول (أقصى اليسار) هو 9. (9X-XXX-60)                                                                               |
| 61      | 2006-2008                                                                           | جميع الشركات المصنعة |
| 61      | 2007                                                                                | إعادة التسجيل في حال كان الرقم الأول (أقصى اليسار) هو 9. (9X-XXX-61)                                                                               |
| 62      | 2007                                                                                | جميع الشركات المصنعة |
| 63      | 2007-2008                                                                           | جميع الشركات المصنعة |
| 64      | 2008                                                                                | جميع الشركات المصنعة |
| 64      | 2013-2014                                                                           | بيجو، سيتروين |
| 65      | 2008-2009                                                                           | جميع الشركات المصنعة |
| 66      | 2008-2009                                                                           | جميع الشركات المصنعة |
| 67      | 2008-2010                                                                           | جميع الشركات المصنعة |
| 68      | 2008-2010                                                                           | جميع الشركات المصنعة |
| 68      | 2009                                                                                | إعادة التسجيل في حال كان الرقم الأول (أقصى اليسار) هو 9. (9X-XXX-68)                                                                               |
| 69      | 2009-2010                                                                           | جميع الشركات المصنعة |
| 69      | 2009-2010                                                                           | إعادة التسجيل في حال كان الرقم الأول (أقصى اليسار) هو 9. (9X-XXX-69)                                                                               |
| 70      | 2009-2010                                                                           | جميع الشركات المصنعة |
| 71      | 2010-2011                                                                           | جميع الشركات المصنعة |
| 71      | 2011                                                                                | إعادة التسجيل في حال كان الرقم الأول (أقصى اليسار) هو 9. (9X-XXX-71)                                                                               |
| 72      | 2010-2011                                                                           | جميع الشركات المصنعة |
| 72      | 2011-2012                                                                           | إعادة التسجيل في حال كان الرقم الأول (أقصى اليسار) هو 9. (9X-XXX-72)                                                                               |
| 73      | 2010-2011                                                                           | جميع الشركات المصنعة |
| 73      | 2012-2013                                                                           | إعادة التسجيل في حال كان الرقم الأول (أقصى اليسار) هو 9. (9X-XXX-73)                                                                               |
| 74      | 2011                                                                                | جميع الشركات المصنعة |
| 74      | 2013                                                                                | إعادة التسجيل في حال كان الرقم الأول (أقصى اليسار) هو 9. (9X-XXX-74)                                                                               |
| 74      | 2014                                                                                | بيجو، سيتروين |
| 75      | 2011-2012                                                                           | جميع الشركات المصنعة |
| 75      | 2013                                                                                | سوبارو، إعادة التسجيل في حال كان الرقم الأول (أقصى اليسار) هو 9. (9X-XXX-75)                                                                       |
| 76      | 2011-2013                                                                           | جميع الشركات المصنعة |
| 77      | 1990-2003                                                                           | مركبة حكومية. بعد أن تترك المركبة الخدمة الحكومية تلقى اللوحة إعادة التسجيل.                                                                       |
| 78      | 2011-2012                                                                           | جميع الشركات المصنعة |
| 79      | 2012-2013                                                                           | جميع الشركات المصنعة |
| 80      | 1980                                                                                | جميع الشركات المصنعة |
| 81      | 1981                                                                                | جميع الشركات المصنعة |
| 82      | 1982                                                                                | جميع الشركات المصنعة |
| 83      | 1983                                                                                | جميع الشركات المصنعة |
| 84      | 1984                                                                                | جميع الشركات المصنعة |
| 85      | 1985                                                                                | جميع الشركات المصنعة |
| 86      | 1986                                                                                | جميع الشركات المصنعة |
| 87      | 1987                                                                                | جميع الشركات المصنعة |
| 88      | 1988                                                                                | جميع الشركات المصنعة |
| 89      | 1989                                                                                | جميع الشركات المصنعة |
| 90-99   |                                                                                     | غير مُستخدم |

## تجار السيارات في إسرائيل

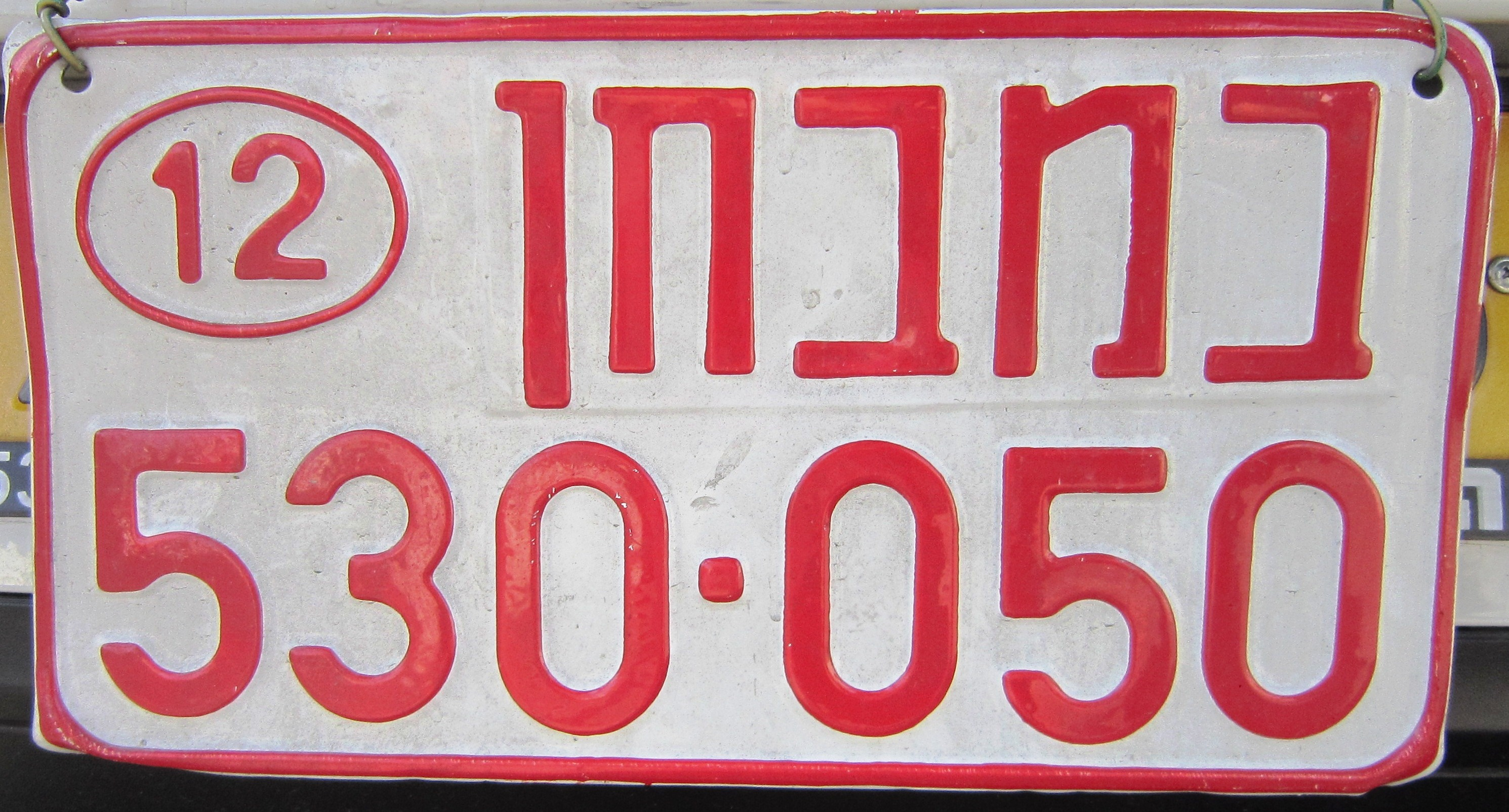
لوحة تاجر

| التاجر                                     | العلامة التجارية |
| ------------------------------------------ | --- |
| UMI Universal Motors Israel                | شيفروليه، بويك، كاديلاك، إيسوزو، بونتياك، أولدزموبيل، جي إم سي، ساب، أوبل (حتى 2011)                                                           |
| Delek Motors                               | مازدا، فورد، بي إم دبليو، ميني (منذ 2011) |
| Kamor                                      | حتى 2011 استوردت Kamor بي إم دبليو وميني. |
| Lubinsky                                   | بيجو، سيتروين، إم جي (منذ 2011) |
| Champion Motors                            | أودي، فولكس فاجن، سيات، سكودا |
| Carasso Motors                             | رينو، نيسان، إنفينيتي، داسيا |
| Union Motors                               | تويوتا |
| Meir                                       | هوندا، فولفو |
| Samlat - Cars Agency for the Mediterranean | فيراري، مازيراتي، فيات، ألفا روميو، سوبارو (منذ 2013)، رام (منذ 2016)، لانشيا، أبارث، كرايسلر/ جيب (منذ 2016)، دودج (منذ 2016)، كيا (حتى 2008) |
| Telcar                                     | دايهاتسو، سانغيونغ، كيا (منذ 2008) |
| Colmobil                                   | ميتسوبيشي، هيونداي، مرسيدس، سمارت |
| Hamizrach                                  | لاند روفر، روفر، جريت وول (منذ 2011) |
| Automotive Equipment Group                 | سوزوكي، كرايسلر/ جيب/ دودج (حتى 2016)، بورشه                                                                                                   |
| Shlomo                                     | أوبل (منذ 2011) |
| Japanauto                                  | سوبارو (حتى 2013، أشتريت من قبل Samlat في 2013)                                                                                                |
| Lexus Israel                               | لكزس |
| Auto Italia                                | فيراري، مازيراتي |